# Artrolept długopalcowy
Artrolept długopalcowy (Arthroleptis stenodactylus) – gatunek płaza bezogonowego z rodziny artroleptowatych (Arthroleptidae).
WystępowaniePołudniowa połowa Afryki – od Kenii na południe po RPA i na zachód po Angolę i Botswanę.
WymiaryOsiąga 4 cm długości.
EkologiaŻyje na lądzie. Jest aktywny nocą, zaś dzień spędza ukryty w ziemi.